# Moso (Sesto)
Moso (Moos in tedesco) è una frazione del comune italiano di Sesto, nella provincia autonoma di Bolzano, in Trentino-Alto Adige.
Moso si trova all'ingresso della Val Fiscalina. Nel 1900 era costituito quasi esclusivamente da fattorie, che furono in gran parte distrutte durante la prima guerra mondiale. Oggi Moso è un villaggio turistico con numerosi hotel. Il toponimo deriva dall'antico terreno paludoso.

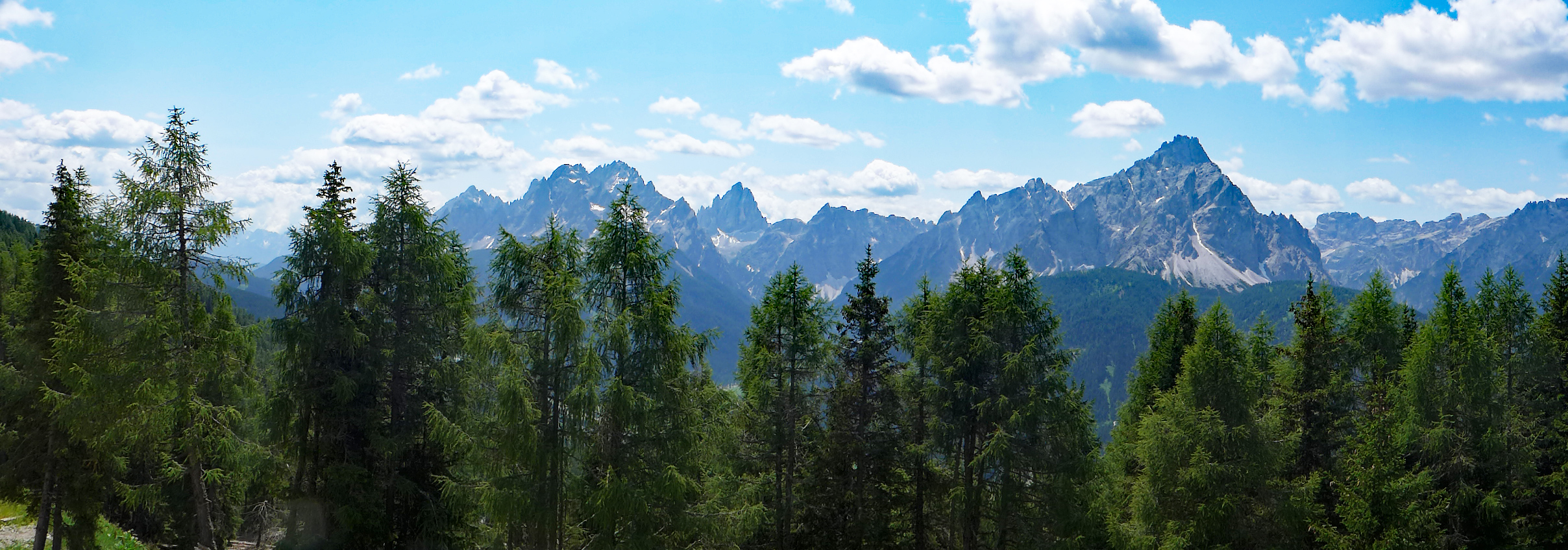
Dolomiti di Sesto viste dal Monte Elmo (Helm)

## Monumenti e luoghi d'interesse
- Chiesa di San Giuseppe (Kirche zum Hl. Josef)
- Cappella di San Valentino (Valentinskapelle), costruita da Valentin Wassermann

## Infrastrutture e trasporti
- Cabinovia Croda Rossa (Umlaufbahn Rotwand)[1], costruita nel 1993

## Voci correlate

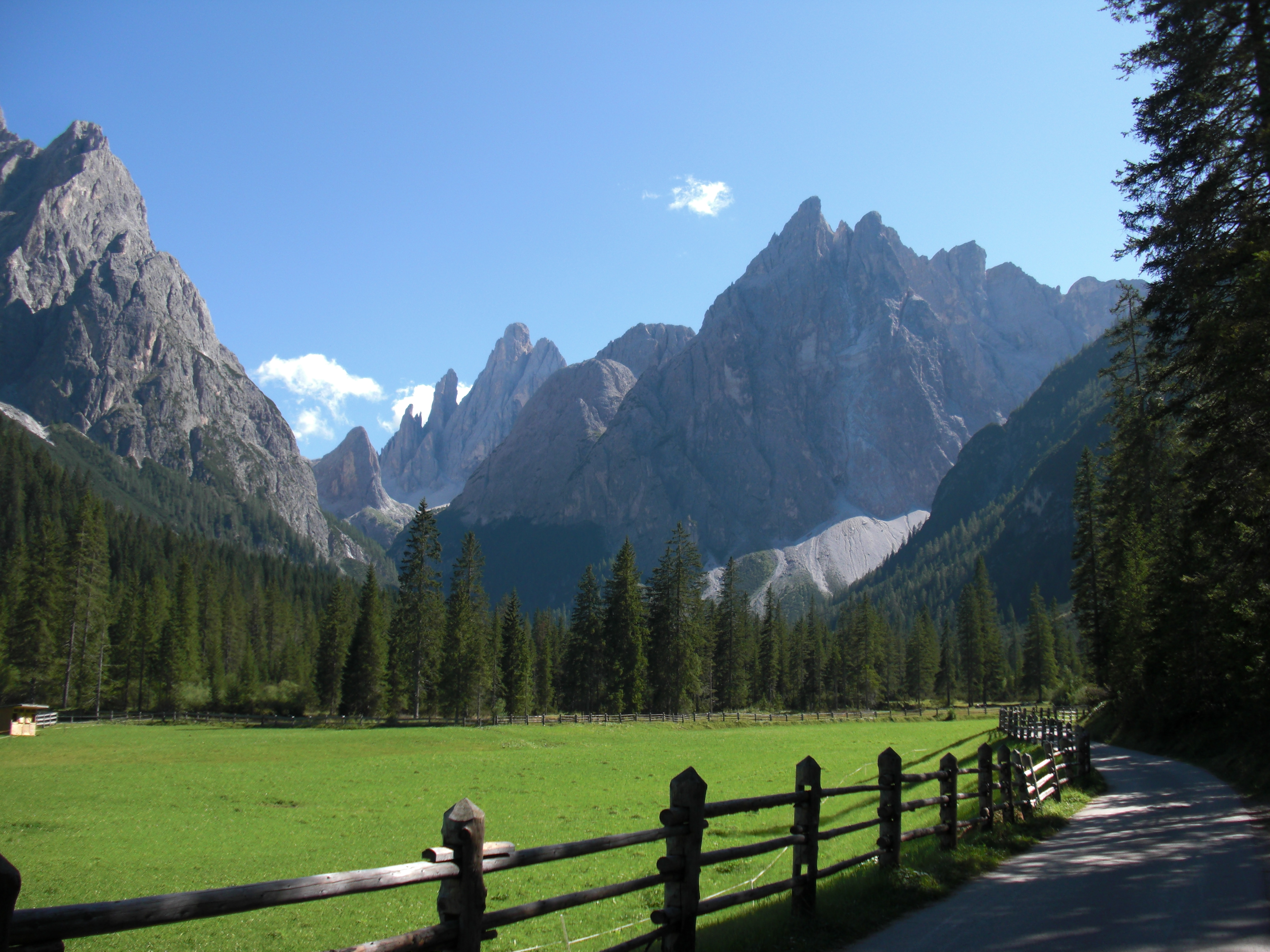
Val Fiscalina